# David Lévi Alvarès
Pour les articles homonymes, voir Alvares.
David Lévi Alvarès, né le 7 octobre 1794 à Bordeaux (Gironde), et mort le 16 juillet 1870 dans le 7e arrondissement de Paris, est un professeur et pédagogue français.
« Un des fondateurs de l’enseignement historique en France », il s'adonna à l'enseignement des jeunes filles, ouvrit à Paris en 1820 un Cours d'éducation maternelle et fonda à l'Hôtel de Ville, en 1833, un cours normal pour les institutrices.

## Biographie

### Famille
David Lévi Alvarès est le fils d’Abraham Lévi Alvarès (1769-1836), né au sein d’une famille séfarade, originaire du Portugal, établie à Saint-Esprit, près Bayonne au XVIIe siècle, et qui s’installa à Bordeaux en 1786), et d’Abigaïl Dacosta (1765-1821), issue d’une vieille famille judéo-portugaise de Bordeaux. Son grand-père David Lévi Alvarès (1726-1823) et son arrière-grand-père, Mardochée Lévi Alvarès (vers 1700-1782) étaient tous deux maîtres d’école au sein de la communauté judéo-portugaise de Saint-Esprit.
Il épousa, en 1816, Esther Caroline Sasias (1797-1849), fille de Salomon Sasias (..-1841) et d’Émilie Léa Lévy (1774-1821) (tante du peintre Benjamin Eugène Fichel), d’une famille judéo-comtadine établie à Paris au milieu du XVIIIe siècle. 
Il eut quatre fils :
- Abraham Lévi Alvarès (1818-1820)
- Théodore Salomon Lévi Alvarès (1821-1912), professeur d’histoire et de littérature, qui succéda à son père comme directeur des Cours d’éducation maternelle, et épousa Léa Marie Rose Loublié (1829-1885)
- Eugène Abraham Lévi Alvarès (1825-1899), officier du Génie ancien élève de l'École polytechnique (1843-1845), commandant du Génie du fort de Montrouge en 1870, commandant supérieur du Génie en Algérie, gouverneur de la place de Lille, général de division, qui épousa Adeline Madeleine Samuel (Mayer) (1842-1887)
- Albert Moïse Lévi Alvarès (1837-1897), ingénieur civil, directeur du Chemin de fer de Cordoue à Séville (es), secrétaire général du comité de Paris de la Compagnie des chemins de fer de Madrid à Saragosse et Alicante (Compañía de los ferrocarriles de Madrid a Zaragoza y Alicante)., qui épousa Esther Julie Jeanne Gommès Britto (1850-1919)

### Jeunesse
Appelé à Paris par son oncle Daniel Lévi Alvarès (c1762-1822), qui voulait s'occuper de son éducation, il fut, à l'âge de douze ans, envoyé à Choisy-le-Roi, dans l'institution de M. Pierre. Il compléta son instruction aux cours du Collège de France et de la Sorbonne.
Ses progrès furent rapides. Doué d'une intelligence ouverte prompte à tout assimiler, il s'appliqua avec ardeur et succès aux lettres, aux sciences, aux arts d'agrément. On reconnut bientôt chez lui une vocation décidée pour l'enseignement et, à dix-huit ans, il était répétiteur dans la maison même où il avait été élevé.
Ayant atteint l'âge de la conscription, il fut affecté au 10e de Ligne (10e régiment d'infanterie), qui se trouvait en Italie, comme secrétaire du colonel Raymond Martin Dubalen. Il fit la campagne de 1814. Défenseur officieux du 10e, dans les conseils de guerre, il atténua souvent, par son éloquence, la sévérité de la loi au profit des accusés.

### Le pédagogue
En travaillant à sa propre instruction, il avait conçu les premiers éléments de son système d'enseignement. Il se voua à la régénération des études classiques des femmes. En 1820, il fonda à Paris, 33, rue de Seine, son Cours d'éducation maternelle communément appelé Cours Lévi, où des jeunes filles de tout âge, allèrent s'instruire sous les yeux de leurs mères. En 1833, le siège du cours fut transféré au no 17 rue de Lille. La même année, Lévi fonda, avec M. Lourmand, à l'Hôtel de Ville de Paris, un cours normal pour les institutrices. La méthode qu'il développa était très réputée en son temps.
En 1834 fut lancée la publication du journal d'éducation et d'instruction La Mère institutrice et l'institutrice mère, un périodique mensuel émanant du cours d'éducation maternelle, publié et rédigé par Lévi en collaboration avec « une Société de professeurs et institutrices ».
David Lévi Alvarès publia de nombreux ouvrages, qui propagèrent sa méthode.
En 1836, à la Chambre des Députés, à l'occasion d'un rapport sur l'instruction publique, M. Louis Bernard de Rennes fit l'éloge de David Lévi Alvarès et de sa méthode.

## Descendance
David Lévi Alvarès a trois fils qui lui ont rendu hommage :
- Théodore Lévi Alvarès, directeur des cours d'éducation maternelle
- Eugène Lévi Alvarès, général de division du génie
- Albert Lévi Alvarès, ingénieur civil[9]

Son arrière petit-fils, Jean-Louis Levi-Alvarès, monteur et réalisateur français

## Ouvrages

### Histoire
- Esquisses historiques (1823)
- Manuel historique des peuples anciens et modernes (1834)
- Tableau synoptique de l'échelle des peuples
- Nouveaux éléments d'histoire générale
- Recueil des tableaux historiques
- Histoire classique des reines et régentes de France (1829)
- Enigmes historiques (1823)
- Éphémérides universelles
- Chroniqueurs français
- Abrégé méthodique d'histoire de France (avant 1835)
- Nouveau questionnaire d'histoire de France
- Atlas universel

### Littérature
- Esquisses littéraires
- Littérature française
- Leçons primaires de littérature et de morale
- Mnémosyne classique

### Langue française
- Grammaire normale des examens (1849. Ouvrage écrit en collaboration avec Allan Kardec
- Dictées normales des examens
- Le Nomenclateur orthographique (1842)
- Les omnibus du langage (1828)

### Astronomie, physique et histoire naturelle
- Nouveaux éléments de physique
- La physique popularisée
- Petite cosmographie racontée à l'enfance
- Grands tableaux d'histoire naturelle
- Nouveaux éléments d'histoire naturelle

### Géographie
- Nouvel atlas complet
- Premières leçons de géographie
- Tour du monde (Premières études géographiques) (1830)
- Études géographiques
- La géographie racontée à la jeunesse
- Tableau géographique de la France

### Divers
- Les poètes italiens
- Premières notions sur toutes choses
- Plaisir et travail
- Bulletin spécial de l'institutrice
- La Mère institutrice
- Les Généalogies européennes
- Chronologie de l'histoire de France
- Notions générales sur les Sciences et les Arts
- Questionnaire préparatoire
- Questionnaire grammatical et littéraire
- Dictionnaire classique étymologique
- Abrégé méthodique des sciences exactes et naturelles
- Théorie littéraire à développer
- Nouveaux éléments méthodiques d'Arithmétique
- Notice sur le salon carré au Louvre 1853
- Le Roi est mort: VIVE LE ROI !!! stances sur la mort de Louis XVIII et sur l'avènement de Charles X 1824
- Hymnes sacrées à l'usage des Israélites français, composés sur les airs hébraïques portugais les plus connus (contenant la traduction en français des Bendigamos) 1825
- Rounde adrésade a la damès de Bourdéou, en l'haounou de la néchènse d'aou duc de Bourdéou" 1820
- Vers adressés à S.M. Louis XVIII, lors de son passage à la Vieille-Poste, à Thiais" 1816
- Nous t'entendons ! stances composées le jour des obsèques de S.A.R. Mgr le duc de Berry" 1820